# Oradour-Saint-Genest
Oradour-Saint-Genest este o comună în departamentul Haute-Vienne din centrul Franței. În 2009 avea o populație de 395 de locuitori.

## Evoluția populației
| An        | 1975 | 1982 | 1990 | 1999 | 2006 | 2009 |
| --------- | ---- | ---- | ---- | ---- | ---- | ---- |
| Populație | 586  | 493  | 466  | 392  | 396  | 395  |